# 강수길
강수길(姜秀吉, 1945년 4월 8일 ~2018년12월25일 )은 대한민국의 제6대 서울특별시 종로구의원이다.

## 학력
- 자은초등학교 졸업
- 명지실업전문대학교 야간특별 과정 졸업

## 경력
- 새마을금고 학과 1년 수료
- 종로구 재향군인회 홍보이사 및 회장
- 종로구 창신2동장외 10년 재직
- 수은장학회 설립(신만,자은) 회장
- 육군 맹호 부대 월남전 참전 병장
- 1984년 전두환 대통령께 훈장받음
- 2006.07 ~ 2010.06 제6대 서울특별시 종로구의회 의원
- 2006.07 ~ 2008.07 제6대 서울특별시 종로구의회 전반기 시민행정위원회 위원

## 수상
- 새마을 2급 훈장자조장 수상

## 서적
- 자서전「역경을 이겨낸 아버지의 인생별곡」발간

## 역대 선거 결과
|  | 26.17% |

|  | 29.80% |

|  | 15.83% |